# Seznam majáků na Kypru
Toto je seznam majáků na Kypru, velkém ostrově, který leží na východním konci Středozemního moře. Seznam zahrnuje majáky nacházející se v Kyperské republice, v okupovaných oblastech Severního Kypru a na britských výsostných územích.
Plavební zařízení provozuje a udržuje Ředitelství pobřežní bezpečnosti a záchrany Tureckého Kypru (Turkish Cyprus Coastal Safety and Salvage Directorate) pro sever a Kyperský přístavní úřad (Cyprus Ports Authority) pro jih.
Mnohé z menších majáků zde nejsou uvedeny. Pokud jsou uvedena dvě data, maják byl přestavěn. Uvedená čísla jsou čísla ze seznamu majáků Admirality.
| Název majáku                     | Obrázek | Lokace a Souřadnice                                   | Rok výstavby | Výška majáku [m] | Výška světla [m n. m.] | Dosvit [nm(km)] | Charakteristika |
| -------------------------------- | ------- | ----------------------------------------------------- | ------------ | ---------------- | ---------------------- | --------------- | --------------- |
| Akamas                           |         | poloostrov Akamas 35°5′28,1″ s. š., 32°16′55,9″ v. d. | 1989         | 3                | 211                    | 17 (31,5)       | Fl (2) 15s      |
| Greco                            |         | Mys Greko 34°57′25,9″ s. š., 34°5′6,3″ v. d.          | 1892         | 15               | 16                     | 12 (22)         | Fl W 15s        |
| Kiti                             |         | Pervolia 34°49′1,4″ s. š., 33°36′11″ v. d.            | 1864         | 7,9              | 20                     | 13 (24,1)       | Fl (3) W 15s    |
| Lemesos New Port severní vlnolam |         | Lemesos 34°39′3,9″ s. š., 33°1′27,6″ v. d.            |              | 9,1              | 13                     | 10 (18,5)       | Oc G 7s         |
| Lemesos New Port jižní vlnolam   |         | Lemesos 34°39′1,4″ s. š., 33°1′58,2″ v. d.            |              | 9,1              | 9                      | 12 (22,2)       | Q (6) R 10s     |
| Paphos                           |         | Pafos 34°45′38,1″ s. š., 32°24′22,7″ v. d.            | 1888         | 20,1             | 36                     | 17 (31,5)       | Fl W 15s        |

| Název majáku                    | Obrázek | Lokace a Souřadnice                                        | Rok výstavby | Výška majáku [m] | Výška světla [m n. m.] | Dosvit [nm(km)]                            | Charakteristika         |
| ------------------------------- | ------- | ---------------------------------------------------------- | ------------ | ---------------- | ---------------------- | ------------------------------------------ | ----------------------- |
| Andreas                         |         | Mys Apostolos Andreas 35°42′36,9″ s. š., 34°36′22,2″ v. d. | 1991         | 18,9             | 20                     | 14 (25,9)                                  | Fl (4) W 20s            |
| Elea                            |         | Mys Apostolos Andreas 35°19′29,7″ s. š., 34°2′50″ v. d.    | 2002         | 11               | 31                     | 5 (9,3)                                    | Fl W 10s                |
| Kormakitis                      |         | Mys Kormakitis 35°24′11,8″ s. š., 32°55′14,9″ v. d.        | 1991         | 21,9             | 30                     | 15 (27,8)                                  | Fl (2) W 20s            |
| Famagusta severozápadní Karakol |         | Famagusta 35°8′31,4″ s. š., 33°55′35,1″ v. d.              | 1906         | 15,2             | 18                     | bílé (W): 15 (27,8) červené (R): 11 (20,4) | Fl WR 7s                |
| Famagusta jihovýchodní bastion  |         | Famagusta 35°7′23″ s. š., 33°56′51,7″ v. d.                | 1972         | 15,2             | 23                     | 16 (29,6)                                  | Fl (2) W 15s            |
| Kyrenia                         |         | Kyrenia 35°20′30,3″ s. š., 33°19′53,2″ v. d.               | 1994         | 7                | 18                     | 20 (37)                                    | Fl (3) R 20s            |
| Kyrenia severní vlnolam         |         | Kyrenia 35°20′31″ s. š., 33°20′14,6″ v. d.                 |              | 7,9              | 12                     | 4 (7,4)                                    | Fl G 3s                 |
| Kyrenia jižní vlnolam           |         | Kyrenia 35°20′28,1″ s. š., 33°20′4,4″ v. d.                |              | 7,9              | 12                     | 4 (7,4)                                    | Fl R 3s                 |
| Kyrenia nový maják              |         | Kyrenia 35°20′34″ s. š., 33°19′27,5″ v. d.                 | 1963         | 7,9              | 10,1                   | 4 (7,4)                                    | Fl G 5s                 |
| Kyrenia starý maják             |         | Kyrenia 35°20′36,2″ s. š., 33°19′11,5″ v. d.               | 1907         | 7                |                        |                                            | deaktivovám v roce 1963 |

| Název majáku | Obrázek | Lokace a Souřadnice                        | Rok výstavby | Výška majáku [m] | Výška světla [m n. m.] | Dosvit [nm(km)] | Charakteristika |
| ------------ | ------- | ------------------------------------------ | ------------ | ---------------- | ---------------------- | --------------- | --------------- |
| Gata         |         | Mys Gata 34°33′50,2″ s. š., 33°1′28″ v. d. | 1864         | 7,9              | 58                     | 15 (27,8)       | Fl W 5s         |